# Route 58 (Islande)
Pour les articles homonymes, voir Route 58.
La Route 58 (Þjóðvegur 58) ou Stykkishólmsvegur est une route islandaise qui relie la ville de Stykkishólmur à la Route 54.

## Trajet
- Route 54
- Stykkishólmur